# Romániai magyar kölcsönkönyvtárak
A kölcsönkönyvtár művelődési szempontból jelentős könyvterjesztési forma a magánkereskedelem korában. A legtöbb könyvtár a múltban is kölcsönzött könyveket az olvasóközönségnek, de divatos művek, új kiadványok gyorsabb beszerzésével üzleti alapokra helyezett kölcsönkönyvtár többnyire megelőzte az állam s különböző intézmények szolgáltatásait, különösen ami akár a nemzetiségek anyanyelvi igényeinek kielégítését, akár a hivatalos körök cenzúráinak kitett irodalom megismerését illette.
Számos magyar kölcsönkönyvtár működött Erdély városaiban, sőt egy időben Ex libris néven Bukarestben is. Ezek mindegyike patinás könyvesbolt, vagy pedig egy-egy tekintélyesebb sajtóorgánum keretében alakult. Temesvárt több is működött: Josef Zauner Libro papír- és könyvkereskedésének kölcsönkönyvtára 1922-ben nyílt meg a város szívében, a Temesvári Hírlap pedig a fokozott kereslet kielégítésére 1937 végén hozta létre a maga hasonló kiadóhivatali részlegét. A Moravetz Testvérek könyv- és papírkereskedése mellett létesült kölcsönkönyvtár nemcsak virágzó üzleti vállalkozásnak bizonyult, hanem a mindenkor keresett újdonságok azonnali forgalombahozatalával hamarosan felülmúlta a Városi Közkönyvtárat, s az 1930-as években már nemcsak hirdetések útján hívta fel a figyelmet új szerzeményeire, hanem teljes könyvállományának nyomtatott katalógusával is ellátta olvasóit. Aradon a legelőkelőbb kölcsönkönyvtár tulajdonosa Kerpel Izsó, míg a Löbl-féle kölcsönkönyvtár fő vonzóerejét a világnyelveken hozzáférhető remekművek képezték. Brassóban hasonló közhasznú vállalkozás volt a Benkő Ignác és a Herz Simon fenntartotta kölcsönkönyvtár; utóbbi sikerét fokozta, hogy a tulajdonos saját könyvkötő műhelyében tartotta karban kölcsönkönyveit.
Marosvásárhelyen egyidejűleg több könyvkereskedés nyitott gazdag könyvtárat, s valamennyinek megvolt a maga sajátos profilja: sikerkönyvekben a Révész-féle könyvkereskedés kölcsönkönyvtárában volt a legbőségesebb választék, olyannyira, hogy az 1920-as, 1930-as években mind könyveinek számát, mind olvasótáborát tekintve felülmúlta a Kultúrpalota kölcsönzőjét. Ugyanitt Petri Károly, a Helikon könyvesbolt tulajdonosa az erdélyi magyar írók műveinek beszerzésére fektette a hangsúlyt. Nagyváradon a Hegedűs Hírlapiroda azzal a bevált üzleti fogással biztosította magának a kölcsönkönyvtári egyeduralmat, hogy nemcsak sikerkönyvekkel látta el látogatóit, hanem külön gyermek- és ifjúsági részleget is működtetett. Szatmáron az 1930-as években a Láday-kölcsönkönyvtár látta el újdonságokkal a szerényebb jövedelmű közönséget, míg Déván két testületi kölcsönkönyvtár mellett 1934 júliusától a Hirsch-féle könyvkereskedésben havi 25 lej használati díj ellenében másfélezer kötetből lehetett kikölcsönözni olvasnivalót.
Kulturális hatása mellett politikai szerepet is betöltött a szótárszerkesztő történész, Victor Cheresteșiu és felesége, Deheleanu Margit Kolozsvárt alapított vállalata, a Libro nevű kölcsönkönyvtár. Ez – mint Nagy István írja emlékiratában – "minden különösebb reklám nélkül, de következetes módszerességgel segített a tanulóifjúság kezéhez juttatni a középiskolai és egyetemi könyvtárakból kitiltott [...] forrásmunkákat, vagy azt az »indexre« tett klasszikus és kortárs szépirodalmat, melyhez más úton hozzá nem férhetett".

## Lásd még
- Könyvgyűjtők Erdélyben
- Könyvtár Erdélyben